# 政池仁
政池仁（まさいけ じん / めぐむ、1900年11月-1985年4月3日）は、無教会主義のキリスト教伝道者。

## 経歴
愛知県宝飯郡赤坂町（現・豊川市）出身。東京帝国大学理科に入学し在学中、内村鑑三に師事して無教会キリスト教に入る。東大理学部卒業後、（旧制）静岡高等学校（現・静岡大学）教授。満洲事変に際し非戦論を唱えて静岡高を辞職。以後約50年間、独立伝道活動を続けた。キリスト教非戦平和団体「日本友和会」の理事長を務めた。

## 著書

### 単著
- 『リヴィングストン伝』基督教出版社 1934
- 『基督教平和論』向山堂 1936
- 『改革者マルチン・ルッター』日英堂書店 1939
- 『恩恵の露』三一書店 1949
- 『内村鑑三伝』三一書店 1953　教文館 1977
- 『ヨハネ伝講義』三一書店 1955
- 『ピリピ書講義』聖書の日本社 1957
- 『罪と救い』聖書の日本社 1960
- 『創世記講義』聖書の日本社 1961
- 『アモス書・ホセア書講義』聖書の日本社 1970
- 『ヤーウェ我が旗』聖書の日本社 1973
- 『私の理解した内村鑑三の無教会主義』聖書の日本社 1979
- 『政池仁著作集』全20巻　キリスト教図書出版社、1981-96

### 共著・編著
- 『科学とキリスト教』鈴木弼美共著 県南文化出版社 1949
- 『現代とキリスト者』編 山本書店 1965

### 論文
- <政池仁